# San Fernando (Trinidad und Tobago)
San Fernando ist mit 18 km² die der Fläche nach zweitgrößte Stadt in Trinidad und Tobago und liegt im südwestlichen Teil der Insel Trinidad. Durch San Fernando fließen einige Flüsse, unter anderem der Guaracara im Norden und der South Oropouche River im Süden; im Westen liegt der Golf von Paria. Die Bevölkerungszahl der Stadt beträgt etwa 50.000.

## Geografie
Das von Einheimischen „Sando“ genannte San Fernando ist eine Küstenstadt 55 km südlich von Port of Spain. Um San Fernando gibt es zwei wichtige Autobahnen, die Southern Main Road und den Solomon Hochoy Highway.
Die Stadt lag ursprünglich auf den Flanken von zwei Hügeln, dem San Fernando Hill und dem Alexander Hill.

## Geschichte

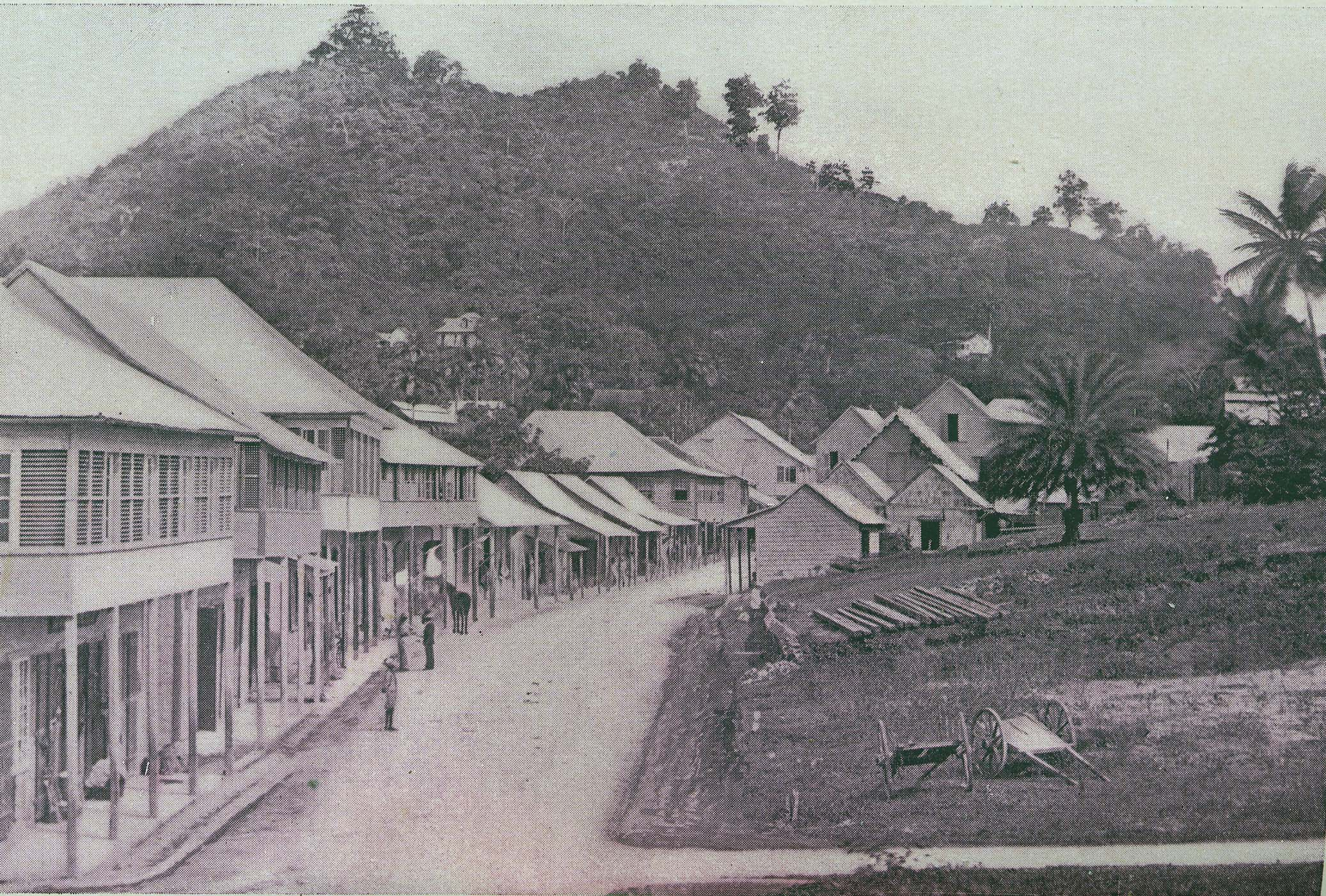
High Street, 1890

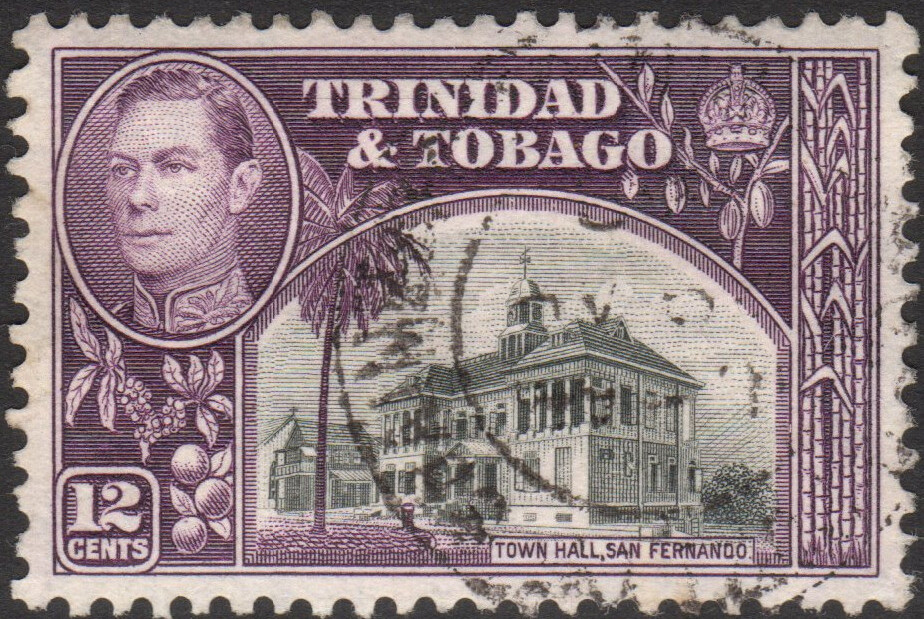
Briefmarke mit Rathaus von San Fernando, vor 1954

1783 erließ der für Trinidad zuständige spanische Minister José de Gálvez y Gallardo die Cedula de populacion, ein Edikt, das die verstärkte Ansiedlung katholischer, insbesondere französischer Bürger auf der bis 1797 spanischen Insel Trinidad gestattete und dadurch einen signifikanten Bevölkerungszuwachs und eine rasch ansteigende Wirtschaftsleistung der Insel ermöglichte. Im Rahmen dieses Edikts gelangte auch der Franzose Isidore Vialva nach Trinidad und bekam Land auf dem Gebiet des heutigen San Fernando zugewiesen, von dem ein Teil für eine spätere Siedlung vorgesehen war. Entgegen den Bestimmungen des Überlassungsvertrages verkaufte er den reservierten Teil des Landes an seinen Landsmann Jean-Baptiste Jaillet, der Teile des Landes parzellierte und an Kleinbauern verkaufte, die sich dort niederließen und so eine nach spanischem Recht illegale Siedlung gründeten. Von dieser erlangte Gouverneur José María Chacón erst 1792 Kenntnis. Pragmatischerweise erkannte Chacón die Siedlung an und benannte sie nach Ferdinand, Sohn des damaligen spanischen Königs Karl III. Jaillet und nachfolgend auch weitere Siedler errichteten in der Umgebung des Ortes lukrative Zuckerrohrplantagen. 1818 wurde San Fernando durch einen Großbrand zerstört, aber wiederaufgebaut. Neben der Zuckerrohrindustrie verhalfen auch Kakaoanbau und -verarbeitung sowie ab den 1910er-Jahren die Erdölindustrie San Fernando zu wirtschaftlichem Erfolg. 1882 wurde die Stadt an das Eisenbahnnetz der Trinidad Government Railway angeschlossen. Zwischen dem Zweiten Weltkrieg und den 1980er Jahren wurde in San Fernando die größte Erdölraffinerie im karibischen Raum errichtet. 1991 haben sich die Grenzen der Stadt weiter ausgedehnt und schlossen die Vororte von Marabella, Bel Air, Gulf View und Cocoyea mit ein.

## Politik
Verwaltet wird die Stadt von der Gebietskörperschaft San Fernando City Corporation. Die lokale Regierung in San Fernando begann im Jahr 1845, als der Stadtrat eingesetzt wurde. Der erste Bürgermeister von San Fernando war Dr. Robert Johnstone. Durch den damaligen wirtschaftlichen Erfolg wurde aus dem Dorf die heute drittgrößte Stadt Trinidads.

## Wirtschaft
Nach dem Aufschwung im Jahr 1783 wird San Fernando noch immer als die „industrielle Hauptstadt“ bezeichnet. Durch die Raffinerie Pointe-à-Pierre wurde die Stadt schwer abhängig von der Erdölproduktion. In der Nähe liegt Point Lisas, eine schnell wachsende Industriezone mit petrochemischen Werken, einem Stahlwerk und einem modernen Containerhafen. San Fernando ist darüber hinaus das Handelszentrum für Südtrinidad.

## Medien
In San Fernando gibt es regionale Büros der Tageszeitungen Trinidad Guardian, Trinidad Express und Trinidad Newsday sowie der Wochenzeitungen TnT Mirror, Sunday Punch und Showtime. In der Stadt haben die landesweit empfangbaren Radiosender WACK 90.1 und Heritage Radio ihren Sitz.

## Sport
In San Fernando befindet sich das für internationale Wettbewerbe geeignete Cricketstadion Brian Lara Cricket Academy und das Skinner-Park-Velodrom, eine von drei Radsportarenen in Trinidad. Die Brian Lara Cricket Academy war einer der Austragungsorte des ICC Men’s T20 World Cup 2024.

## Sehenswürdigkeiten

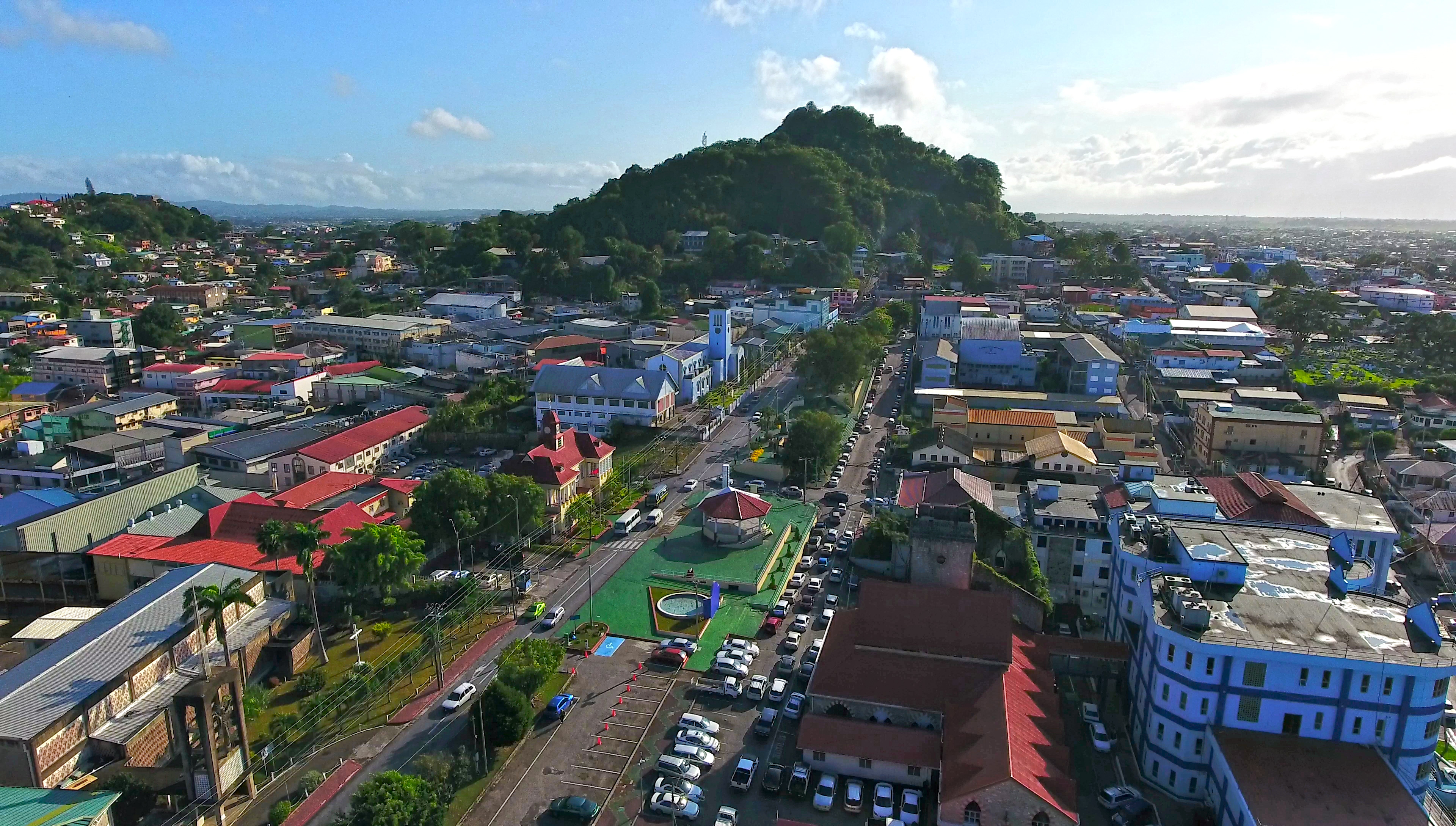
Harris Promenade und San Fernando Hill

Einer der bekanntesten Orte von San Fernando ist der San Fernando Hill, früher auch Naparima Hill genannt. Es war früher der höchste Punkt San Fernandos, der mittlerweile aber zu einem öffentlichen Park umgebaut wurde. In der Harris Promenade gibt es viele Sehenswürdigkeiten, unter anderem das Rathaus, die alte Polizeistation und die St. Paul’s Church. Die größte Einkaufsstraße von Südtrinidad ist die High Street.
In San Fernando gibt es zahlreiche sakrale Einrichtungen. Drei ragen aus den christlichen Bauten heraus:
- Notre Dame de Bon Secours
- St. Paul’s Church
- Cathedral of Our Lady of Perpetual Help

Letztere wurde als katholische Kirche 1849 geweiht.

## Söhne und Töchter der Stadt
- Michel-Jean Cazabon (1813–1888), Maler
- Charmaine Dean (* 1958), trinidadisch-kanadische Mathematikerin und Hochschullehrerin
- Lord Invader (1914–1961), Calypsosänger
- Noor Hassanali (1918–2006), Politiker
- Samuel Selvon (1923–1994), Schriftsteller
- Rodney Wilkes (1925–2014), Gewichtheber
- Ferdi de Gannes (1929–2018), Radrennfahrer
- George Maxwell Richards (1931–2018), Politiker
- Nearlin Taitt (1934–2010), Arrangeur, Gitarrist und Begründer des Rocksteady
- Black Stalin (1941–2022), Calypsosänger und -songwriter
- Patrick Manning (1946–2016), Politiker
- Lennox Stewart (1949–2021), Leichtathlet
- Hasely Crawford (* 1950), Leichtathlet
- Leslie King (1950–2009), Bahnradsportler
- Christine Kangaloo (* 1961), Politikerin und Rechtsanwältin
- Maxwell Cheeseman (* 1962), Radrennfahrer
- Stephen Ames (* 1964), PGA-Tourgolfspieler
- Jeanine De Bique (* 1981), Opernsängerin
- Teresa Lourenço (* 1981), deutsches Fotomodell
- Mark Rajack (* 1981), Skilangläufer
- Jlloyd Samuel (1981–2018), Fußballspieler
- Krystle Esdelle (* 1984), Volleyballspielerin
- Haseem McLean (* 1987), Radsportler
- Ade Alleyne-Forte (* 1988), Sprinter
- Janeil Bellille (* 1989), Leichtathletin
- Nigel Levine (* 1989), britischer Sprinter
- Njisane Phillip (* 1991), Radrennfahrer
- Akil Campbell (* 1996), Radsportler
- Isaiah García (* 1998), Fußballspieler

## Galerie

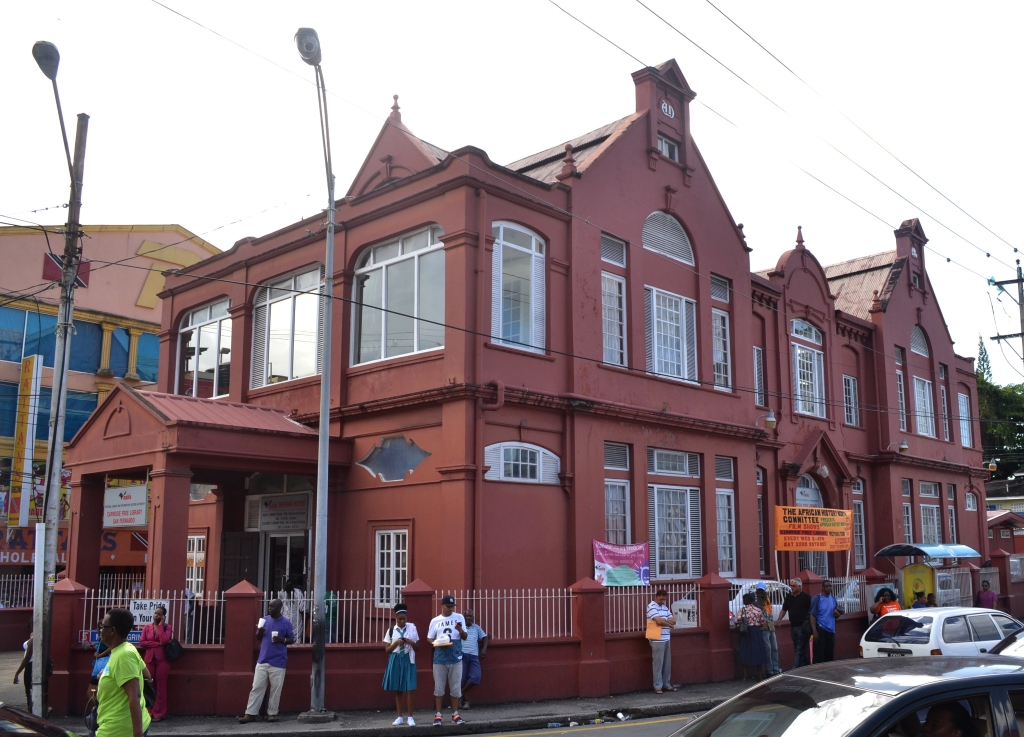
Carnegie Free Public Library
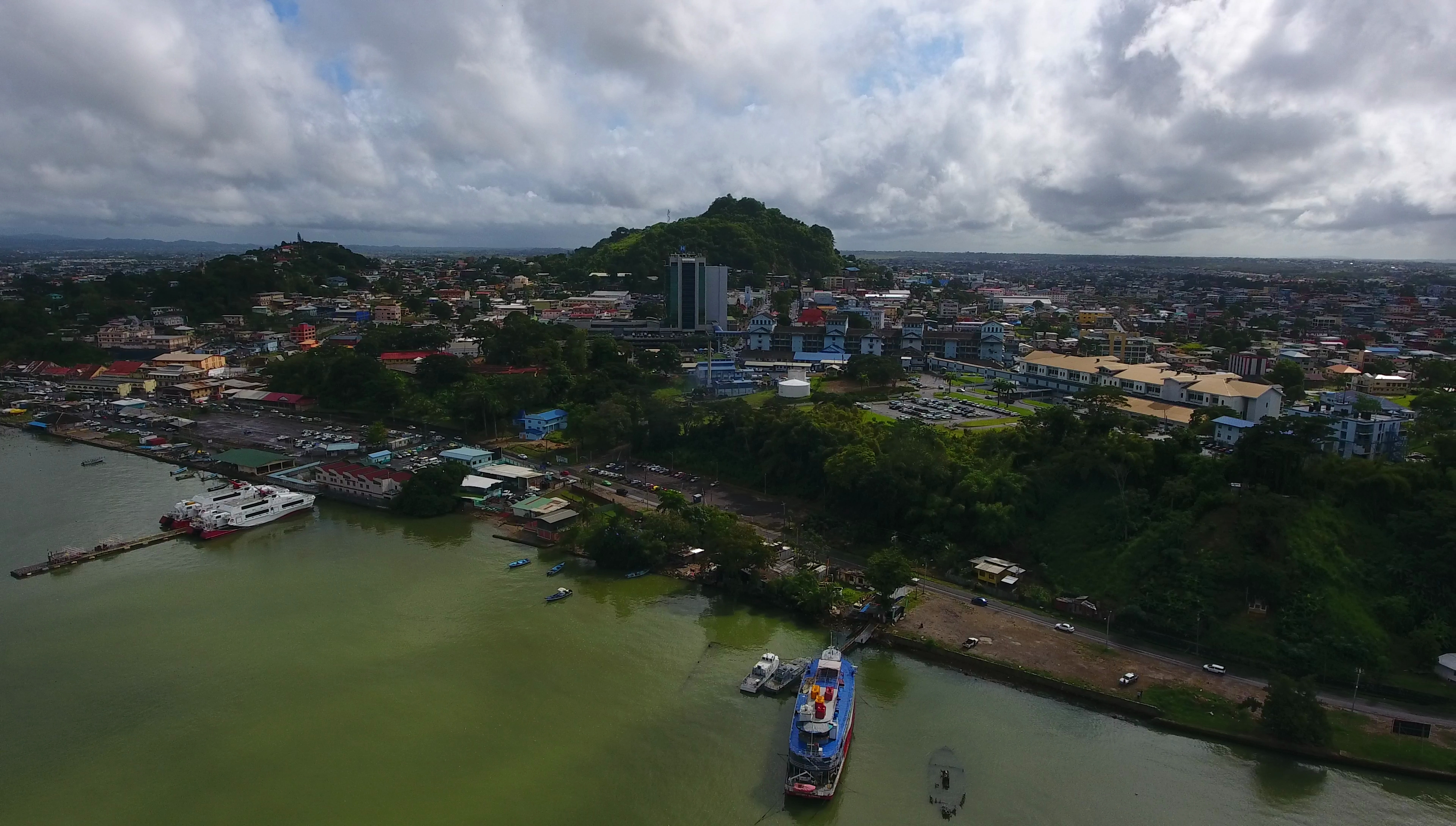
Hafen
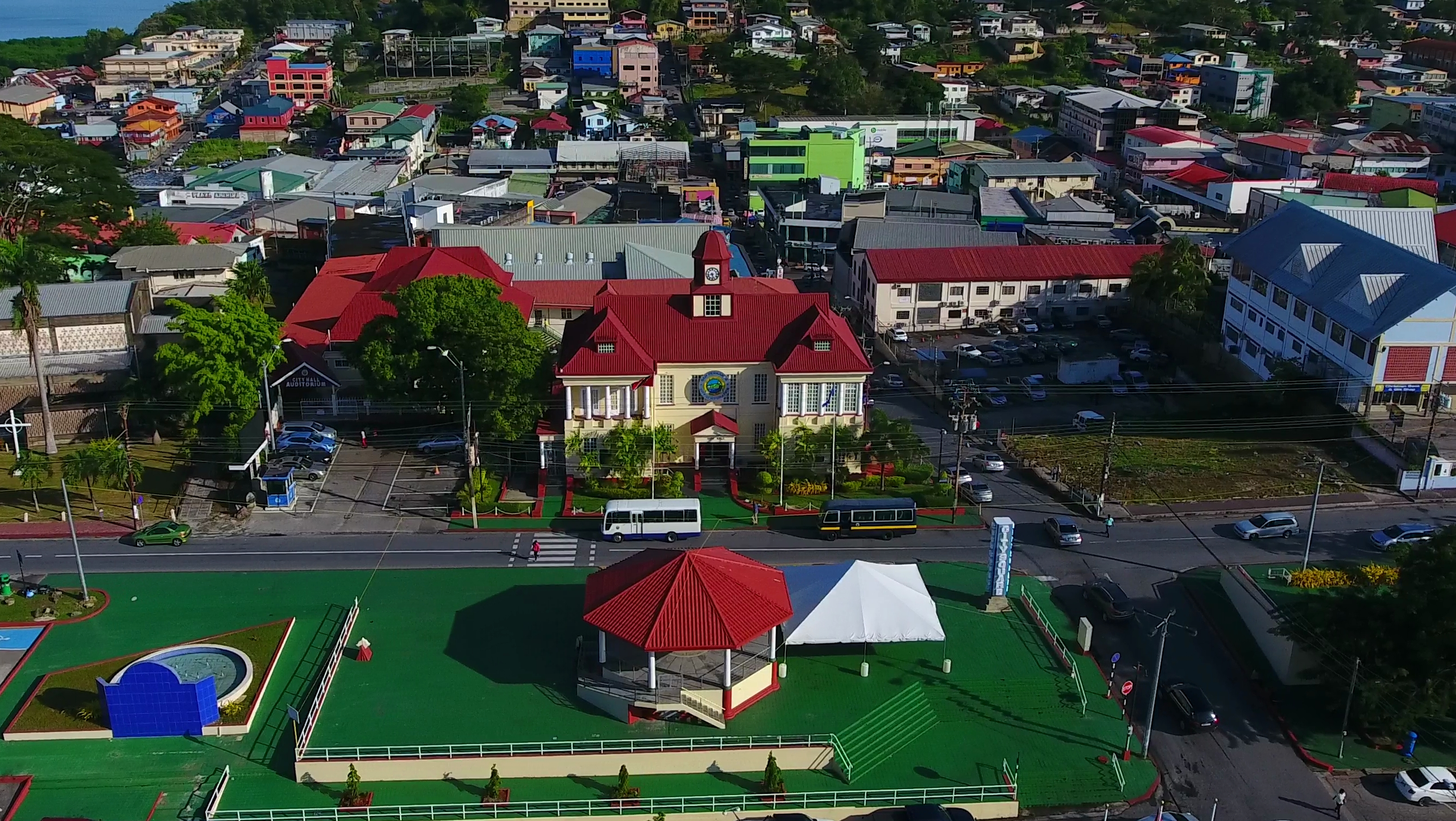
Rathaus